# Federal Prison Industries
Federal Prison Industries, Inc. (FPI), kallas kommersiellt Unicor, är ett amerikanskt statsägt företag som är verksam inom tillverkningsindustrin och tjänster. Unicors kunder är primärt amerikanska federala myndigheter men har även börjat öppnat upp för den privata sektorn.
Företaget tillverkar bland annat elektronik, husgeråd, hygienartiklar, kläder, kontorsprodukter, livsmedel, möbler och skyddsutrustning. Unicor utför också diverse tjänster såsom callcenter, designa kontorslandskap, fordonsservice, tryckeri, tvätteri och återvinning.
Större delen av de anställda är intagna som avtjänar sina fängelsestraff på federala fängelser. Unicor ägs helt av den federala myndigheten Federal Bureau of Prisons (BOP).

## Historik
Företaget grundades den 23 juni 1934 av lagen Act of June 23, 1934, den signerades dock av USA:s 32:a president Franklin D. Roosevelt (D) den 11 december. År 1977 beslutades det att FPI skulle kallas Unicor kommersiellt.